# ウィレム・パアツ
ウィレム・パアツ（オランダ語: Friedrich Wilhelm Paats Hantelmann、1876年1月12日 - 1946年8月28日）はオランダ出身のパラグアイの体育教師。パラグアイにサッカー文化を普及させた人物であり、同国では「パラグアイサッカーの父」と知られる。

## 来歴
ロッテルダムの商人の家に出生。幼い頃から気管支に持病を抱えており、アルゼンチンの最先端の医療を受けさせるために両親は移住を決意、1894年に一家でアルゼンチンに近いパラグアイの首都アスンシオンに移住した。
パアツの病気は無事に完治。オランダに戻ることもなくパラグアイを第二の故郷と決めた。
1888年、パアツはトレーニングカレッジで体育教師として指導を始める。1901年、ブエノスアイレスでサッカーボールを持ち帰り、生徒にサッカーの指導を始めたところすぐに人気となり、大会が開かれるようになった。1902年には教え子達によって同国初のサッカークラブ「オリンピア・アスンシオン」が誕生した。サッカー文化に大きく貢献し、1909年から一年間パラグアイサッカー協会会長も務めている。